# Walter Haupt
Walter Josef Haupt (* 28. Februar 1935 in München; † 17. Mai 2023 ebenda) war ein deutscher Komponist, Dirigent, Regisseur, Klangarchitekt, Experimentator. Er war langjähriger Leiter der von ihm gegründeten Experimentierbühne an der Bayerischen Staatsoper München. Seine Arbeiten reichen von der Eröffnungsfeier der Olympischen Spiele 1972 in München bis hin zur Weltausstellung in Vancouver. Mit seiner Erfindung der „Klangwolke“, die europaweit fünf Millionen Zuschauer erreichte, erlangte er internationale Popularität. Seine Oper „Marat“ wurde zum 200. Jahrestag der Französischen Revolution vor 150.000 Zuschauern aufgeführt. Die Carmina Burana Monumental Opera schuf er zum 100. Geburtstag von Carl Orff. Von der Musik für eine Landschaft bis hin zur Linzer Klangwolke, von den Mach-Mit-Konzerten bis zu The Sky is The Limit in Jerusalem experimentierte er mit den inszenatorischen Bausteinen Feuer, Wasser, Laser, Licht, Raum, Musik und schuf ein Musiktheater neuer Dimension, das sämtliche Publikumsschichten unter dem Begriff „Kultur für alle“ verbindet.

## Leben und Werk
Walter Haupt wollte ursprünglich Theologie studieren, um Priester zu werden. Während der Schulzeit an einem humanistischen Gymnasium in München erhielt er den ersten Musikunterricht und lernte Harmonika zu spielen, wo er sehr bald im Wettbewerb zum bayerischen Akkordeonmeister avancierte. 1952 war sein Abschluss des Musikstudiums an der Städt. Musikfachschule München als bester Schüler mit Auszeichnung. Als Jazz-Pianist und Akkordeon-Spieler verdiente sich Haupt 1952 sein Studiengeld in Ami-Clubs.
1953 nahm er Schauspielunterricht bei Otto Kustermann. An der Musikhochschule in München studierte er bei Maria Landes-Hindemith Klavier, bei Ludwig Porth Pauke und Schlagzeug, außerdem bei Kurt Eichhorn Dirigieren und bei Roland Häfner Komposition.
1955 produzierte er regelmäßig am Bayerischen Rundfunk in München Sendungen und Aufnahmen eigener Kompositionen mit seinem „Walter Haupt Ensemble“.
1957 wurde Walter Haupt als stellvertretender erster Pauker an das Württembergische Staatstheater Stuttgart engagiert und in gleicher Funktion wechselte er 1960 an die Bayerische Staatsoper München. In freundschaftlicher Verbundenheit zu Generalmusikdirektor Ferdinand Leitner lernte Walter Haupt in Stuttgart die Kunst des Dirigierens und war auch als Komponist aktiv.
Um sein kompositorisches Wissen zu erweitern, studierte er 1967 als Meisterschüler bei Hans Werner Henze am Mozarteum in Salzburg.
1968 gründete er das Ensemble: „Neue Musik der Bayerischen Staatsoper“ und in weiterer Folge 1969, zusammen mit dem Intendanten Günther Rennert, die „Experimentierbühne der Bayerischen Staatsoper“, die er 16 Jahre leitete. In dieser Zeit entstanden neue Musiktheaterwerke, wie Aufführungen in einem Kuppel-Projektionsraum, oder in einem beweglichen Spiegelraum. Viele dieser experimentellen Projekte fanden ab 1972 in dem heute noch existierenden „Theater im Marstall“ statt, das Walter Haupt für seine Experimentalwerke an der Bayerischen Staatsoper in München initiierte.
Er war auch Mitbegründer und Leiter des seit den 1970er Jahren in München stattfindenden „New Dance Festivals“.
1972 realisierte Haupt zur Eröffnung der Olympischen Spiele in München ein audiovisuelles „Laser-Light-Environment“ mit imaginären Licht-Räumen und holographischen Imaginationen, das bei einem Festakt vor 2.000 internationalen Staatsgästen auf der Bühne des Münchner Nationaltheaters aufgeführt wird. Haupt war der erste Theatermann, der sich zur damaligen Zeit mit dem Medium Laser auf einer Opernbühne auseinandersetzte und hierfür Gestaltungsmöglichkeiten im Zusammenhang mit seiner Komposition „Laser“ erfand. Die eineinhalbstündige Produktion wurde vom Zweiten Deutschen Fernsehen aufgezeichnet.
Es folgten 1973 und noch einmal wegen des Interesses 1980 zum Theaterfestival München synästhetische Kuppel-Projektionsräume in einem eigens konzipierten Kuppel-Projektions-Raum mit dem Titel Sensus. Die Zuschauer lagen in dieser Kuppel auf einer Schaumstoff-Landschaft, hörten individuell über Kopfhörer eine Raum-Klang-Komposition und sahen bewegliche Licht-, Laser- und Filmereignisse, die nahtlos den durch Luftüberdruck aufgeblasenen, unendlich erscheinenden Kuppel-Raum bespielten. Zu den optischen und akustischen Komponenten wurden in Übereinstimmung verschiedenartige Düfte und thermische Veränderungen eingespielt. Etwa 300 ausverkaufte Vorstellungen an der Staatsoper München markierten diesen Trend und schon damals war „virtual reality“ für Haupt bereits ein Thema.
Räumliche Gestaltungen und Projekte folgten in variablen Spiegelräumen mit Aufführungen unter anderem an der Staatsoper München, für das Festival Pro musica nova an der Bremer Kunsthalle 1974, an der Victoria State Opera Melbourne, im Roundhouse London.
An diesen vielfältigen Projekten ist erkennbar, wie sich im Schaffen dieses Komponisten und Regisseurs der rote Faden seiner synästhetischen Ambitionen durchzieht.
1974 komponierte Haupt auf der Suche nach neuen musikalischen Hörerlebnissen im offenen Raum eine Musik für eine Landschaft.
Zusammen mit Carl Orff realisierte Walter Haupt 1978 dessen mehrchörige Orchesterkomposition „Entrata“ als Klangwolke über die Münchner Innenstadt. Das war gleichzeitig der Beginn von Open-Air-Inszenierungen unter dem Titel „Klangwolke“ (u. a. existiert seit 1979 seine Erfindung, die „Linzer-Klangwolke“, als das größte Kulturereignis der Stadt Linz, das alljährlich zum Internationalen Brucknerfest stattfindet). Mit diesen multimedialen „Klangwolken“, einem neuartigen Hörerlebnis und Schau-Spiel aus Feuer, Wasser, Licht und Musik, inmitten der Landschaft, die europaweit bereits 5 Millionen Zuschauer erlebten, erreichte Walter Haupt internationale Popularität.
Im Jahre 1980 war er Gründungsmitglied der „Ars electronica“ in Linz. 1984 erhielt er vom Staatstheater Kassel den Kompositionsauftrag für die Oper Marat, die – neben Inszenierungen an den Theatern Aachen, Heidelberg, Kassel und Coburg – als Open-air-Neuinszenierung 1989 zum 200. Jahrestag der Französischen Revolution vor 150.000 Zuschauern auf dem Münchner Königsplatz gegeben wurde. 1986 befreite er sich von seiner festen Anstellung als Leiter der Experimentierbühne der Staatsoper München, da ihn neue Projekte im Open-Air-Bereich faszinierten und er fortan auf Einladung von Festivals international tätig werden wollte. 1987 erfolgte als Beitrag zur „documenta 8“ ein zweiter Auftrag vom Staatstheater Kassel und Haupt komponierte das Musiktheater-Werk „Pier Paolo Pasolini“. Priorität hatte aber auch immer sein eigenes kompositorisches Schaffen. So komponierte er für internationale Opernhäuser 24 Ballettwerke und einige Kammermusikwerke.
Mit seiner großdimensionierten Inszenierung der „Carmina Burana“, Premiere zum 100. Geburtstag von Carl Orff 1995 vor 40.000 Zuschauern auf dem Münchner Königsplatz, im Gedenken an seinen väterlichen Freund Carl Orff, gelang ihm ein großer Erfolg. Er reiste mit dieser Carmina Burana Monumental Opera, die er auch selbst dirigierte, 14 Jahre lang durch 48 Länder. U.a. erhielt er hierfür den „Luna Award“ des Auditorio Nacional von Mexiko-Stadt. Die letzte Vorstellung fand 2009 in der O2-Arena in London statt. Seine Tätigkeit an der Bayerischen Staatsoper München beendete Walter Haupt mit der Auftragskomposition eines abendfüllenden Requiems – im Gedenken an die Opfer kriegerischer Verbrechen. Darin arbeitet Haupt mit Orchester und Chor auf verschiedenen Klang- und Tonebenen, darüber hinaus mit Fernorchestern und Bandzuspielungen. Das Werk wurde 1997 unter der Schirmherrschaft des Bayerischen Ministerpräsidenten auf der Bühne des Nationaltheaters in München mehrmals aufgeführt.
Ab 1997 war Walter Haupt vorwiegend als Dirigent, Komponist und Opernregisseur weltweit tätig. So entstanden 1998 das Fantasy Musical Dracula und die Aida Monumental Opera, 1999 folgte die Eröffnungsveranstaltung des Munich Airport Centers, 2006 dirigierte er Aida on Fire und 2007 die Carmen Monumental Opera. Haupt galt als führender Künstler für Open-Air-Musik-Theater. Er war Mitglied des Deutschen Komponistenverbandes, der Musikalischen Akademie München, der GEMA und der Dramaturgischen Gesellschaft. Walter Haupt war seit 1996 mit seiner langjährigen Mitarbeiterin Rosemarie Nistler-Haupt verheiratet. Sie organisierte neben künstlerischen Aufgaben das Management, nebst den Tourneen, und übernahm bei allen Theater- und Open-Air-Veranstaltungen die Abendspielleitung. Haupt lebte zuletzt in Aschheim bei München.

## Auszeichnungen und Ehrungen
- 2015 erfolgte die Verleihung des „Großen Goldenen Ehrenzeichens der Stadt Linz“ an Walter Haupt. Die Laudatio hielt der Oberbürgermeister der Stadt Linz.
- 2014 Bayerischer Verdienstorden. Die Laudatio hält der Bayer. Ministerpräsident Horst Seehofer
- 2009 Ehrenring des Linzer Brucknerhauses (Österreich) anlässlich „30 Jahre Linzer Klangwolke“
- 2004 „Luna-Award“ im Auditorio Nacional in Mexiko-Stadt für seine Inszenierung und sein Dirigat der „Carmina Burana“ als „weltweit beste und erfolgreichste Klassik-Produktion“
- 2003 Verdienstkreuz 1. Klasse der Bundesrepublik Deutschland. Die Laudatio würdigte die vielfältigen Ausdrucksmöglichkeiten und neuartigen Darstellungsformen seiner „Kunst im offenen Raum“.
- 2000 Verleihung der Ehrendoktorwürde „Dr. honoris causa“ der Universität Klausenburg
- 1995 Verdienstkreuz am Bande der Bundesrepublik Deutschland
- 1995 bekommt er vom Schott-Verlag als erster Künstler die „Carl Orff Medaille“ überreicht.
- 1991 Österreichisches Ehrenkreuz für Wissenschaft und Kunst. Überreicht vom Bundespräsidenten der Republik Österreich in großer Anerkennung für seine außerordentlichen kulturellen Leistungen
- 1990 wird ihm für seine alljährlich stattfindenden Klangwolkeninszenierungen, die Hunderttausende begeisterte Besucher jedes Jahr in den Linzer Donaupark locken, und für das weltweite kulturelle Ansehen, das damit Walter Haupt der Stadt Linz verschafft, die „Kultur-Medaille der Stadt Linz“ verliehen.
- 1989 erhält Haupt als besondere Auszeichnung für kulturelle Verdienste von dem legendären Bürgermeister von Jerusalem, Teddy Kollek, den „Kultur-Löwen“ überreicht.
- 1987 „International Koussevitzky Record Award“ für „Requiem für ein Mädchen“
- 1986 Ehrung für „Sylvia Plath“ bei der Weltausstellung in Vancouver
- 1986 Schwabinger Kunstpreis der Stadt München, den er für das Zustandekommen der Münchner Biennale unter der Leitung seines Lehrers Hans Werner Henze stiftete. Zum damaligen Zeitpunkt war die von Hans Werner Henze geplante Münchener Biennale zum Scheitern verurteilt. Haupt richtete an die Kulturbeauftragten den dringenden Aufruf und die Bitte, dieses Biennale-Projekt als ständige Münchner Einrichtung unbedingt zu realisieren und dafür stiftete er seinen Kunstpreis.
- 1985 Grand Prix des Belgrader BITEF (für die Musik zu „Sylvia Plath“)
- 1980 wird Haupt als Erfinder der Linzer Klangwolke, „einem international anerkannten Modell exemplarischer Kultur-Animation mit bisher nicht gekannten Stellenwert“, von der österreichischen Presse mit der „Medien-Rose“ ausgezeichnet.
- 1974 würdigt ihn die Landeshauptstadt München mit dem Förderpreis für Musik.
- 1971 Großer Preis der Münchner Opern-Festspiele
- 1970 Ernennung zum Bayerischen Kammermusiker

Münchner Presseauszeichnungen
1970–1986 für Projekte erhielt Haupt von der Münchner Presse u. a. 5 „TZ-Rosen“ und 7 „AZ-Sterne“, den „TZ-Rosenstrauss des Jahres“ und wurde als „Künstler des Jahres“ und als „Regisseur des Jahres“ ausgezeichnet.

## Komponist, Regisseur, Klangarchitekt und Experimentator

### Opern und experimentelles Musiktheater
- 1984 Marat große Oper nach Texten von Peter Weiss.

Musik: Walter Haupt. Libretto: Gerd Uecker. Regie: Siegfried Schoenbohm, Dirigent: Jeanpierre Faber
Ein Auftragswerk des Staatstheaters Kassel. 16 ausverkaufte Vorstellungen. Viele deutsche Musiktheaterbühnen übernahmen die Oper, die der Komponist dort auch selbst dirigierte.
Außerdem wurde Marat 1989 anlässlich der 200-Jahr-Feier der Französischen Revolution in einer Neuinszenierung von Walter Haupt open-air auf dem Münchner Königsplatz vor 150.000 Zuschauern aufgeführt.
- 1987 Pier Paolo... seine zweite große Oper.

Musik: Walter Haupt. Libretto: Gerd Uecker. Regie: Siegfried Schoenbohm, Dirigent: Jeanpierre Faber
PP..., eine war ein Beitrag zur „documenta 8“ und abermals ein Auftragswerk des Staatstheaters Kassel.
- 1980 Neurosenkavalier eine Opera dipsa.

Musik, Regie und musikalische Leitung: Walter Haupt. Libretto: Helmut Eisendle
Uraufführung an der Experimentierbühne der Bayer. Staatsoper Neurosenkavalier ist kein neuer Rosenkavalier und auch keine Parodie auf die gleichnamige Oper von Richard Strauss, sondern ein symptomatisches Abbild, die Monographie einer einstmals berühmten Sängerin. Martha Mödl war die bravouröse Protagonistin der Uraufführung. Es erfolgte auch eine Aufzeichnung für das Zweite Deutsche Fernsehen.
Die nachfolgenden Kompositionen und Inszenierungen von Walter Haupt waren – mit wenigen Ausnahmen – Auftragswerke der Bayerischen Staatsoper und wurden sowohl im Großen Haus als auch auf der Experimentierbühne uraufgeführt.
- 1970 Sümtome, eine szenisch-optisch-akustische Collage über Umweltbelastungen, für Darsteller und ungewöhnliches Instrumentarium. Musik: Walter Haupt.

Regie-Team: Günther Rennert, Max Lehner, Dieter Gackstetter und Walter Haupt
- 1971 Die Puppe Szenische Aktion für Schauspieler, Klavierquartett und aufblasbare Sexpuppe. Musik: Walter Haupt, Regie: Václav Kašlík und Walter Haupt.

- 1972 Laser – Light-Environment für einen Schlagzeuger und einen Tänzer

Musik und Regie: Walter Haupt
Mit diesem Werk wurden 1972 in München die Olympischen Spiele eröffnet.
Ein audiovisuelles Laser-Light-Environment mit imaginären Licht-Räumen und holographischen Imaginationen, das bei einem Festakt vor 2.000 gekrönten Häuptern, Staatspräsidenten und weiteren Staatsgästen aus der ganzen Welt auf der Bühne des Münchner Nationaltheaters aufgeführt wurde.
Haupt ist der erste Theatermann, der sich zur damaligen Zeit mit dem Medium Laser auf einer Opernbühne auseinandersetzte und hierfür bahnbrechende Gestaltungsmöglichkeiten im Zusammenhang mit seiner Komposition „Laser“ erfand.
- 1973 Sensus war eines seiner spektakulären synästhetischen Produktionen.

Musik und Inszenierung: Walter Haupt.
In einem eigens dafür konstruierten Kuppel-Projektionsraum lagen auf einer Schaumstoff-Landschaft die Zuschauer und hörten individuell über Kopfhörer eine Raum-Klang-Komposition und sahen dazu bewegliche Licht-, Laser- und Filmereignisse, die nahtlos den durch Luftüberdruck aufgeblasenen, unendlich erscheinenden Kuppelraum bespielten.
Zu den optischen und akustischen Komponenten wurden in Übereinstimmung verschiedenartige Düfte und thermische Veränderungen eingespielt. Etwa 300 ausverkaufte Vorstellungen markierten bereits 1973 richtungsweisend diesen psychedelischen Trend, die Geburtsstunde der Synästhesie im Theater dieses Jahrhunderts, ein Thema, das Haupt bis heute beschäftigt. Sensus war bis 1980 laufend im Spielplan und die Hauptattraktion des 1. Münchner Theaterfestivals.
- 1974 kreierte W. Haupt auf der Experimentierbühne 4 szenisch-kinetische Stücke.

Schon damals initiierte er vorwiegend interaktiv den Tast-, Geruchs-, Gesichts- und Gehörsinn der Besucher.
- In Dunkel suggerierte er den Zuschauern Raumwahrnehmungen, die nicht im Einklang mit dem tatsächlichen Raum der Aufführung standen.
- In Stimm-Puls sang ein Kind und im Augenblick der Aufführung wurden seine eigenen Herztöne, Blut-, Atmungs- und Pulsgeräusche mit Spezialmikrophone abgetastet, hörbar gemacht und begleiteten somit seinen Gesang und bestimmten die Geschwindigkeit des musikalischen Verlaufs.
- In Spielmechanik wurde ein Konzertflügel mit vielfältigen Mechanismen und kleinen Spielzeuggeräten präpariert. Er erwachte ohne Interpreten zum Leben und enthüllte eine neuartige hör- und sichtbare Klangwelt. Aufzeichnung durch das Zweite Deutsche Fernsehen mit dreimaliger Wiederholung.
- In Programm wurde erstmals das Thema „Computer-Graphic“ mit einem Tänzer inmitten dieses neuen Mediums auf einer Musiktheater-Bühne umgesetzt.

- 1974 realisierte er für das Festival „Pro musica nova“ in der Kunsthalle in Bremen einen totalen Spiegel-Raum mit dem Titel Kontemplation, in dem der Besucher durch seine Körperbewegungen, via Sensoren, eine musikalisch-akustisch-raumgestaltende Funktion auslöste. Der ruhige, monochrome Raum bekam somit durch die Anwesenheit von Publikum Bewegung und Leben.

- 1977: In seinem Werk Träume (nach Arthur Rimbauds Dichtung „Das Trunkene Schiff“) realisierte er für die Experimentierbühne der Staatsoper einen beweglichen Spiegel-Raum.

Vielzählige Spiegel-Segmente (auch der Boden und der Plafond) waren dreh- und ausschwenkbar und zur Aktionsfläche hin absenkbar. Eine aufwendige Lichtgestaltung und eine traumhafte Choreographie mit Ballett-Solisten der Staatsoper München multiplizierten sich in unterschiedlichen Dimensionen in dem sich ständig verändernden, faszinierenden, polygonalen Spiegel-Raum. Die Musik hierzu entstand mit australischen Studenten der Musikhochschule in Melbourne.
Weitere Inszenierungen der 1970–1986 auf der Experimentierbühne der Bayer. Staatsoper entwickelten experimentellen Musik-Theater-Werke erfolgten an der: Victoria State Opera Melbourne, „Autunno musicale“ Como, Roundhouse London, Wiener Festwochen, Ars electronica Festival, u. a.
- 1990 komponierte und konzipierte Walter Haupt, zusammen mit dem Kabarettisten

Dietrich Paul, für das Theater Bremen das Kaba-Zert Oh Automobile, eine höchst originelle, kritische und längst fällige Inspektion unseres Lieblingsspielzeugs, eines wahrhaft dämonischen Gebrauchsgegenstands. Und es eröffnete „einen erstaunlichen Blick unter die Motorhaube dieser automobilen Gesellschaft“ (Zitat)

### Inszenierte Musik – Klangwolken und Open-Air-Projekte
Klangwolke bedeutet inszenierte Musik mit den szenischen Bausteinen Feuer und Feuerarchitekturen, Rauch, Projektionen auf Wasserwände, Laser, Darstellern, Bild, Szene, Schiffe, Licht-Projektionen, Text, Sprache als Gesamtkunstwerk im offenen Raum.
Das Bestreben von Walter Haupt ist, mit seinen Open-air-Großprojekten neue Hörerlebnisse, neue visuelle Eindrücke unter dem Motto „Musik für Alle“, „Oper für Alle“ und „Kultur für Alle“ auf einem hohen künstlerischen Niveau zu vermitteln.
Diese Thesen waren zum damaligen Zeitpunkt (1979) ein Skandal und eine Herausforderung.
Die Elite im Klassik-Bereich sah sich beleidigt und provoziert, da man mit der „Klangwolke“ die Götter Beethoven, Bruckner, Berlioz, Mahler usw. nicht im Konzertsaal, sondern im Open-air-Raum aufführt und somit einem breiten Publikum zugängig macht.
Wie absurd; denn Komponisten zu allen Zeiten wünschten sich, dass viele Menschen ihre Musik hören sollten.
Heute bedienen sich alle hochangesehenen Kulturinstitutionen und hochrangigen Orchestervereinigungen dieser These und veranstalten Open-Air-Musik-Festivals unter dem oben aufgeführten Motto. Selbst die Bayerische Staatsoper lockt das Publikum mit dem Slogan „Oper für Alle“ zu ihren Open-Air-Aufführungen auf den Theatervorplatz.
- 1973 erfolgte der Großevent „Musik für eine Landschaft“ als Initialzündung der „Linzer Klangwolke“ – Ein octophonisches Konzert mit Laser und 8-kanaliger Lichtorgel im Schloss Weißenstein und Tal des Ortes Weißenstein (Deutschland, Baden-Württemberg). Die Idee zu diesem Event erdachte der renommierte Mikrofotograf, Künstler und Pionier der Video- und Multimediakunst Manfred P. Kage. Kage baute für diesen Event die gesamte Technik mit 8-kanaliger Lichtorgel sowie die Lautsprecher. Walter Haupt komponierte die Musik und führte die Musikregie.

- 1978: Ein Geburtstagswunsch von Carl Orff war der Anlass zur ersten Klangwolke über Münchens Innenstadt.

Im Zusammenwirken mit Orff realisierte Haupt dessen Entrata (1928) für fünf Orchestergruppen.
Haupt dirigierte am Marienplatz und auf den Balkonen des Rathauses eine große live spielende Orchesterformation aus Münchner Philharmoniker, Symphonieorchester Graunke und Bereitschaftspolizei. Auf alle Kirchtürme der Münchner Innenstadt wurden die einzelnen Orchestergruppen solitär übertragen und via riesiger Lautsprecherboxen wiedergegeben. Diese strahlten akustisch ihr eigenes Klangergebnis in die Straßen und Gassen der Altstadt. 60.000 Zuhörer spazierten durch Münchens Innenstadt und erlebten ein sich ständig veränderndes Klangbild.
Während man es in München versäumte, diese erfolgreiche Open-Air-Veranstaltung „Klangwolke“ alljährlich in das Musikleben zu integrieren, war man in Österreich in Linz an dieser Idee von Walter Haupt brennend interessiert. Es entstand eine äußerst fruchtbare Zusammenarbeit zwischen dem ORF, dem Brucknerhaus mit seinem Internationalen Brucknerfest und Walter Haupt.
- 1979 fand in einer Kraterlandschaft nahe Triest, zusammen mit einer experimentellen Theatergruppe unter dem Thema „Musik und Natur“ eine Woche existentieller, szenischer und musikalischer Umsetzungsprozesse mit Kompositionen von Haupt inmitten dieser Landschaft statt. Schirmherr und Auftraggeber: der Schlossherr von Duino, Principe della Torree Tasso. Hinweis: Rilke schrieb dort seine „Duineser Elegien“

- 1979: Die erste Linzer Klangwolke zur Eröffnung des Internationalen Brucknerfestes fand als symphonisches Open Air auf der Donau und im Donaupark mit Bruckners „Symphonie Nr. 8“ statt. Dirigent: Bernard Haitink, Orchester: Concertgebouw Amsterdam Idee und Realisierung: Walter Haupt

100.000 Besucher lauschten der Musik im Donaupark, und alle Daheimgebliebenen stellten ihre Radiogeräte in die Fenster und multiplizierten zusätzlich Bruckners Musik. Eine ganze Stadt identifizierte sich mit diesem Musik-Experiment. Haupts Credo „Musik für alle“ war akzeptiert. Die Linzer-Klangwolke wurde zum Kulturwahrzeichen der Stadt.
Seitdem gibt es alljährlich im September zur Eröffnung des Internationalen Brucknerfestes ein „Klangwolken-Weekend“: am ersten Tag die traditionelle symphonische und am nächsten Tag die visualisierte „Linzer Klangwolke“, realisiert von zeitgenössischen Künstlern.
- 1980 Mach mit Konzert. An die Linzer Bevölkerung ging ein Aufruf via ORF zu einem kommunikativen Musizieren mit selbst gebastelten Klangerzeugern.

15.000 Mitwirkende fanden sich zu diesem „Mach mit Konzert“, dieser „Musica creativa“ auf dem Linzer Hauptplatz ein. Idee, Vorbereitung, Komposition und Dirigat (über Verkehrsampeln und mechanischen Verkehrspuppen): Walter Haupt.
- 1980 Linzer Klangwolke Musik: Anton Bruckner „Symphonie Nr.4“

Dirigent: Theodor Guschlbauer, Orchester: Bruckner-Orchester-Linz. Visualisierung: Walter Haupt und Otto Piene
- 1981 Linzer Klangwolke Musik: Anton Bruckner „Symphonie Nr. 7“

Dirigent: Christoph Eschenbach Orchester: Staatsphilharmonie Rheinland-Pfalz Visualisierung: Walter Haupt und Bernhard Luginbühl
- 1982 Linzer Klangwolke Musik: Gustav Mahler „Symphonie Nr.5“

Dirigent: Lorin Maazel, Orchester: Wiener Philharmoniker, Visualisierung: Walter Haupt.
- 1983 Linzer Klangwolke Musik: Anton Bruckner „Symphonie Nr. 8“

Dirigent: Lorin Maazel, Orchester: Wiener Philharmoniker. Visualisierung: Walter Haupt.
- 1984 Berliner Feuertheater mit der Klangwolke. Zusammen mit Andre Heller realisierte Walter Haupt zur Eröffnung des „Berliner-Sommernachtstraum-Festivals“ vor dem Reichstagsgebäude dieses Event der Superlative. Dafür komponierte er eigens eine „Feuertheater-Entrada“ für vier getrennte große Orchestergruppen. 500.000 Besucher sahen dieses eindrucksvolle Schau-Spiel in Berlin.

- 1984: Wannsee-Traum: diese szenisch-musikalische Klangwolke inszenierte Walter Haupt zum Abschluss des „Berliner-Sommernachtstraum-Festivals“. Sie wurde drei Tage lang auf dem Berliner Wannsee, für 60.000 Zuschauer gezeigt.

- 1984 Linzer Klangwolke Musik: Ludwig van Beethoven „Symphonie Nr. 9“: Dirigent: Milan Horvat, Orchester: Zagreber Philharmoniker, Visualisierung: Walter Haupt.

- 1985 Linzer Klangwolke Musik: Anton Bruckner „Symphonie Nr. 6“

Dirigent: Horst Stein, Orchester: Bamberger Symphoniker Visualisierung: Walter Haupt
- 1985 Linzer Klangwolken-Weekend Musik: „The Best of Pink Floyd“: Visualisierung: Walter Haupt.

- 1986 Linzer Klangwolke Musik: Gustav Mahler „Symphonie Nr. 1“, Dirigent: Vaclav Neumann, Orchester: Tschechische Philharmonie. Visualisierung: Walter Haupt

- 1986 ZVUCNI OBLAK Sarajewo / Jugoslawien.

Zur Eröffnung der Kulturwoche der Bundesrepublik Deutschland. Vor der Skenderija. Musik: Ludwig van Beethoven „Symphonie Nr. 9“ Szenische Darstellung: Walter Haupt. 100.000 Zuhörer
- 1986: Im Sommer wurden die Schwetzinger-Festspiele mit Haupts Open-air-Version einer Ba-Rock-Nacht im Schlosspark vor 50.000 Besuchern eröffnet.

- 1986: Im September wurde das neu gebaute Konzerthaus, die „Kölner Philharmonie“, mit einer Kölner Klangwolke von Walter Haupt eingeweiht.

Die Musik (von Haupt, Mussorgskij, Strawinsky und Bernd Alois Zimmermann) wurde mit den inszenatorischen Bausteinen Feuer, Wasser, Licht, Laser und riesigen Projektionen auf Wasserwände auf dem Rhein und in den Rheinauen visuell dargestellt. 150.000 Zuschauer bestaunten dieses Groß-Ereignis.
- 1987 Linzer Klangwolke Musik: Modest Mussorgskj „Bilder einer Ausstellung“, Dirigent: Rafael Frühbeck de Burgos, Orchester: London-Symphony-Orchestra Visualisierung. Walter Haupt.

- 1987 Klangwolke am See zur Eröffnung „Internationale Musiktage in Konstanz“

Musik: Anton Bruckner, Visualisierung: Walter Haupt. 60.000 Zuschauer
- 1987 fand zur Eröffnung der „Internationalen Juni-Festwochen“ in Zürich eine gewaltige Klangwolke über dem Zürichsee mit der „Symphonie fantastique“ von H. Berlioz, im Beisein des französischen Staatspräsidenten Mitterrand, der Walter Haupt und seine musikalische Inszenierung besonders würdigte, vor 150.000 Zuschauern statt. Der Züricher See wurde zum größten natürlichen Konzertsaal der Welt (Zitat).

- 1988 Linzer Klangwolke Musik: Ottorino Respighi „Pini di Roma“

Dirigent: Georges Prêtre, Orchester: Orchestra di Santa Cecilia Roma, Visualisierung: Walter Haupt, 150.000 Besucher.
- 1988 Jerusalem Light (Jerusalem / Israel)

Zur Eröffnung des Israel Festivals, anlässlich des Jubiläums „40 Jahre Israel“. Vor und unterhalb der alten Westmauer. Inszenierung und Realisierung: Walter Haupt. 200.000 Zuhörer
- 1989 Linzer Klangwolke Musik: Igor Strawinsky „Le Sacre du Printemps“

Dirigent: Michael Tilson Thomas, Orchester: London Symphony Orchestra. Visualisierung: Walter Haupt.
- 1989 The Sky is the limit Abschlussveranstaltung des „Israel Festivals“ in Anwesenheit des Staatspräsidenten, vor 10.000 geladenen Gästen und

250.000 Zaungästen, die sich mit Ovationen für dieses großartige Ereignis bedankten. Inszenierung und Leitung: Walter Haupt.
- 1989 Marat zum 14. Juli, also zum 200. Jahrestag der Französischen Revolution, realisierte Walter Haupt seine multimediale Oper als ein theatralisches Großprojekt. Eine Gemeinschaftsproduktion der Stadt München, des Bayerischen Rundfunks und der Bayerischen Staatsoper. 150.000 Zuschauer strömten auf den Königsplatz, um dieses Ereignis zu erleben.

Nach mühevollen Diskussionen mit Staat und Stadt gelang es Walter Haupt, den Königsplatz in München erstmals als ideale Spielstätte für theatralische Großprojekte zu gewinnen und für alle weiteren Zeiten einen neuen phantastischen Aufführungsort für München zu schaffen.
- 1990: Berliner Klangwolke: Die Öffnung der Berliner Mauer und der Weltfriedenstag waren der Anlass für Walter Haupt, diese Gedächtnis-Aufführung direkt vor dem Palast der Republik zu inszenieren. 75.000 Zuschauer feierten mit.

- 1990 Klangwolken-Symphonie, eine Auftragskomposition für 5 Orchestergruppen und Schlagzeugensemble zur 500-Jahr-Feier der Stadt Linz.

Das Thema „Johannes Kepler“ wurde von Walter Haupt mit 60 Schiffen auf der Donau und einer großen Kepler-Statue (an einem Hubschrauber hängend) gigantisch inszeniert. 70.000 Zuschauer erlebten die Umsetzung seiner „Klangwolken-Symphonie“. Musik und Dirigent: Walter Haupt, Orchester: ORF-Symphonieorchester Wien und Schlagwerk Linz. Visualisierung: Walter Haupt.
- 1990 Linzer Klangwolke Musik: Anton Bruckner „Symphonie Nr. 4“, Dirigent: Claudio Abbado, Orchester: Wiener Philharmoniker. Visualisierung: Walter Haupt.

- 1991 Mozart Klangwolke anlässlich des 200. Todesjahres von W.A. Mozart fand die feierliche Eröffnung des Mozartfestes in Würzburg, direkt vor der Residenz, vor 80.000 Zuschauern mit Walter Haupts Inszenierung statt.

- 1995: Es war schon immer der große Wunsch von Carl Orff, dass Walter Haupt seine Carmina Burana realisieren möge. Zum 100. Geburtstag seines väterlichen Freundes Carl Orff inszenierte er in einem 26 Meter hohen Turm / einem Teatro mobile (Bühnenbild und Kostüme: Mihael Tchernaev, Produzent Art Concerts Franz Abraham) die Carmina Burana Monumental Opera auf dem Münchner Königsplatz vor 40.000 Zuschauern. Das Ereignis und der Erfolg waren überwältigend.

Mit dem Bild: die Propylaen im Hintergrund und davor der „Carmina-Turm“ der Inszenierung von W. Haupt, wirbt die Stadt München noch heute in zahllosen Buch- und Lichtbildpräsentationen für den Königsplatz als theatralischen Veranstaltungsort.
1995 bis 2009, also 14 Jahre lang, ging diese Inszenierung unter seinem Dirigat permanent auf Welttournee:
u. a. nach Rio de Janeiro (mit 200.000 Zuschauern auf der Copacabana), 17x São Paulo, Moskau, 3 ausverkaufte Vorstellungen vor 56.000 Besuchern in London, 5 x Paris, Marseille, Lyon, Libanon, Luxemburg, Portugal, Norwegen, Dänemark, Polen, Ungarn, Tschechien, Österreich, Deutschland, Spanien, 3 x Mexiko, Washington, Chikago, Montreal, Toronto, Santiago de Chile, Buenos Aires, Mailand usw. Die Carmina Burana Monumental Opera wurde als „beste und meist gespielteste Klassik-Produktion weltweit“ apostrophiert.
- 1998 inszenierte und dirigierte Walter Haupt Verdis „Aida“ als Aida Monumental Opera und ging damit auf Europatournee. 80.000 Zuschauer sahen diese Produktion.

- 1998 komponierte Walter Haupt große Teile des Fantasy-Musicals Dracula, wofür er auch das Libretto nach Bram Stoker schrieb. Er inszenierte und dirigierte auch dieses Stück, was ebenfalls auf Europa-Tournee ging und über 60.000 Menschen erfreute. In der Titelrolle: Uwe Ochsenknecht. CD-Produktion durch Sony.

- 1999 hat Haupt mit einer international besetzten Veranstaltung auf sehr hohem Niveau vor 2.000 geladenen Staatsgästen das Munich-Airport-Center eröffnet. Regie: Horst Mentzel Haupt komponierte hierfür eine aufwendige Partitur für Soli, Chor, großes Orchester, Instrumentalsolisten, Blasmusik und ungewöhnliche Instrumental-Ensembles. Der monumentalen Architektur entsprechend ist die Aufführung. Die Personen-Darbietungen, die Projektionen, die Feuerstrukturen, die Lichtfigurationen, die Musik und ihre Interpreten alles ist exzellent. Es war eine Aufführung der Superlative.

Die meisten dieser spektakulären Projekte wurden vom Fernsehen mit Vorbesprechungen, Interviews, Live-Übertragungen und Aufzeichnungen begleitet.

### Musik für Tanztheater
Ab 1968 erhielt Walter Haupt 24 Ballett-Kompositionsaufträge von internationalen Opernhäusern, die er meist auch selbst dirigierte. Choreographen wie Kresnik, Bohner, Linke, Pick, Gackstetter, Ferro, Barbier, Doutreval, Hoyer, Breuer haben mit Haupt immer wieder zusammengearbeitet.
- 1968 Apeiron (Staatstheater Kassel)
- 1972 Laser für einen Schlagzeuger und Tänzer und Tonband (Staatsoper München) (mit ZDF–Aufzeichnung)
- 1973 Laser für einen Schlagzeuger und Tänzer Neufassung für Orchester (Staatsoper München)
- 1974 Programm (Staatsoper München)
- 1976 Moira (Staatsoper München)
- 1977 Rilke (Staatsoper München)
- 1978 Die Zofen (Staatsoper München)
- 1978 Punkt-Kontrapunkt (Staatsoper München)
- 1982 Im Bade wannen (mit ZDF–Aufzeichnung)
- 1983 Metamorphosen (Städt. Bühnen Augsburg)
- 1985–1987 Zwischen den Stühlen (Bayer.Staatsoper, Theater an der Wien, Fürth)
- 1985 komponierte Walter Haupt für das Münchner Staatstheater am Gärtnerplatz als Auftragswerk das Ballett Peer Gynt, in dem er auf geniale Weise die Musik von Edvard Grieg mit seiner eigenen Tonsprache verbindet (Zitat). Dieses erfolgreiche Werk erlebte alleine in München 75 Aufführungen und wurde als Gastspiel in Russland im Mariinskij-Theater St. Petersburg, ferner in Kiew, und an vielen weiteren deutschen Bühnen nachgespielt.
- 1986 Ein-Sam nach S.Beckett (Stadttheater St. Gallen)
- 1986 Encontros (Staatsoper München)
- 1987 Golgotha (Städt. Bühnen Nürnberg)
- 1987 Augenblick und Stille (Staatstheater Oldenburg)
- 2016 Gesualdo u. a. mit dem Orchesterstück 1 (Landestheater Salzburg)
- 2018 Marie Antoinette (Opernhaus Linz)
- 2019 In Vorbereitung: Das große Fressen als Virtual Reality Ballet (Opernhaus Linz)

Ab 1983 begann eine intensive Zusammenarbeit mit dem Choreographen Johann Kresnik.
Es entstanden zahlreiche abendfüllende „choreographische Theaterstücke“, zu denen Walter Haupt die Musik (meist für großes Orchester) komponierte.
- 1983 Mars (Theater der Stadt Heidelberg)
- 1984 Ausverkauf (Theater der Stadt Heidelberg)
- 1985 Sylvia Plath / Requiem für ein Mädchen

(Theater der Stadt Heidelberg, Theater der Stadt Bremen, Staatstheater Darmstadt, 1985 Gastspiele bei Wiener Festwochen, Festival International Montpellier, Freie Volksbühne Berlin, Teatro Nuovo Turin, Frankfurt, Neuß)
- 1986 TV-Produktion für das Bayerische Fernsehen
- 1987 Festival of German Arts, London
- 1988 Tournee: Buenos Aires, Curitiba, São Paulo, Rio de Janeiro, Belo Horizonte, Brasilia, Salvador da Bahia

Preise für Sylvia Plath:
- 1985 Grand Prix des Belgrader BITEF (für die Musik zu „Sylvia Plath“).
- 1986 EXPO 86 Vancouver / Kanada; Offizieller Beitrag der BRD zur Weltausstellung
- 1987 „International Koussevitzky Record Award“ für „Requiem für ein Mädchen“

- 1986 Pasolini (Theater der Stadt Heidelberg)
- 1986 Herzlich Willkommen (Staatsoper München)
- 1987 Mörder Woyzeck (Theater der Stadt Heidelberg)
- 2013 Villa Verdi (Volksbühne Berlin)

### Symphonische Musik (für Orchester)
- 1973 Laser Orchesterfassung (Bayerisches Staatsorchester)
- 1973 Sensus Orchesterfassung (Bayer. Staatsorchester)
- 1976 „Moira“ Symphonische Dichtung (Bayer. Staatsorchester)
- 1977 „Rilke“ Orchester-Suite (Bayer. Staatsorchester)
- 1978 „Die Zofen“ vier Orchesterstücke (Bayer. Staatsorchester)
- 1984 Symphonische Zwischenspiele aus der Oper Marat
- 1984 Feuertheater-Entrada für vier getrennte große Orchestergruppen (Bayerisches Staatsorchester); wurde in Berlin vor 500.000 Menschen eingespielt und von EMI-Electrola auf Schallplatte herausgebracht.
- 1985 Requiem für ein Mädchen (Städtisches Orchester Heidelberg)
- 1985 Orchesterstück 1 (Städtisches Orchester Heidelberg)
- 1985 Orchesterstück 2 (Städtisches Orchester Heidelberg)
- 1985 Peer Gynt Orchestersuite (Staatsorchester Gärtnerplatztheater München)
- 1987 Symphonische Zwischenspiele aus der Oper Pier Paolo Pasolini
- 1989 Symphonische Zwischenspiele aus der Oper Marat (Bayer. Staatsorchester)
- 1990 Klangwolken-Symphonie für fünf große Orchestergruppen und solistisches Schlagzeug-Ensemble (ORF-Symphonieorchester Wien). CD-Produktion durch den ORF
- 1993 Europamusicale Festivalhymne. Der Mitteldeutsche Rundfunk, als federführende ARD-Anstalt zur Verwertung der Hörfunkrechte von EUROPAMUSICALE 1993, übertrug das Festival täglich live aus München in nahezu 58 Länder. Die Rundfunkübertragungen erreichten ca. eine Milliarde Hörer weltweit. (Idee und Organisation der EM: Pankraz von Freyberg)
- 1995 Königsplatz-Fanfare wurde von 1995 bis 2008 bei mehreren Welttourneen vorweg eingespielt
- 1997 Requiem – im Gedenken an die Opfer kriegerischer Verbrechen für Soli, großer gemischter Chor, großes Orchester und Fernorchester Solisten, Chor und Orchester der Bayer Staatsoper Co-Produktion Bayer. Staatsoper / Bayer. Rundfunk Dirigent: Peter Schneider
- 1999 MAC–Suite (Auftragswerk zur Eröffnung des „Munich-Airport-Centers“) für Soli, Chor, großes Orchester, Instrumentalsolisten, Blasmusik und ungewöhnliches Instrumentalensemble

### Chormusik
- 1984 Pater noster für gemischten Chor a cappella
- 1985 vier Stücke aus der Oper Marat für gemischten Chor a cappella
- 1986 vier Vokalisen für gemischten Chor a cappella
- 2003 Aschheimer Hymne für gemischten Chor und Blaskapelle

### Kammermusik
- 1959 Monolog einer alternden Frau für Altstimme und Kammerensemble.
- 1960 Apeiron für Schlagzeugensemble
- 1965 Stück 65 für Sopranstimme und Schlagzeug
- 1966 Stück 66 für Sopranstimme und Schlagzeug
- 1969 Volume für Schlagzeugensemble und Tonband
- 1970 Klavierquartett
- 1971 Lasermusik für einen Schlagzeuger und Tonband
- 1973 Sensus BR-Hörfunkfassung für Synthesizer und Schlagzeug
- 1974 Programm für Kammerensemble
- 1974 Konnex eine quadrophonische Komposition für Synthesizer
- 1975 reziprok für Schlagzeugensemble und Live-Electronic
- 1975 Von einem der auszog das Hören zu lernen. Eine Komposition für Kunstkopf-Stereofonie und Schlagzeugensemble
- 1975 Dioramen; ein Zyklus vielschichtiger Klavier-Klang-Landschaften für präparierte Klaviere und Tonband
- 1984 drei Lieder nach Gedichten von Sylvia Plath, für Mezzosopran, Altstimme und Instrumentalensemble
- 1985 Interview für zwei Klaviere
- 1988 Circulus kleine solistische Schlagzeugstücke in der Reihe: „Works for Percussion“ (Schott-Verlag)
- 1989 U-Musik Schlagzeugstück in der Reihe “piccolo percussione” (Wrede-V.).
- 1993 Nexus Klavierquintett, Uraufführung auf Schloß Elmau
- 2000 Tuben-Society und Tuben-Entertainer, Kompositionsauftrag des Bayer. Rundfunks für 30 Baßtuben
- 2000 Csardas für Salonorchester. Uraufführung durch Musiker des Sinfonieorchesters des Bayer. Rundfunks im Münchner Prinzregententheater. Leitung: Florian Sonnleitner
- 2013 Csardas Neufassung und Österr. Erstaufführung durch das Brucknerorchester
- 2017 Csardas spielt das Qatar Philharmonic Orchestra erstmals diese Komposition

### Solowerk
- 1961 „CSS1“ Cello-Solo-Sonate

## Dirigent
War Haupt in den frühen Jahren hauptsächlich als Komponist und Regisseur tätig und seine Dirigiertätigkeit hatte für ihn sekundäre Bedeutung, so profilierte er sich später auch als Dirigent. Trotz Angeboten einiger Staatstheater und Kulturorchester wollte Walter Haupt keine festen vertraglichen Bindungen als Chefdirigent annehmen.
Gastdirigate deutscher Klangkörper (Auswahl)
- an der Bayerischen Staatsoper München übernahm er häufig die musikalische Leitung seiner eigenen Werke. Des Weiteren dirigierte er die Münchner Philharmoniker, Münchner Rundfunkorchester, Münchner Symphoniker, Orchester der Theater Aachen, Heidelberg, Kassel, Coburg, Bamberger Sinfoniker, ORF-Sinfonieorchester Wien.

Gastdirigate internationaler Klangkörper (Auswahl)
- Auf seinen Welttourneen dirigierte er die Carmen Monumental Opera (Regie: Yekta Kara), Aida on Fire (Bühne: Pier’Alli-Mailänder Scala), das Fantasy Musical Dracula und die Carmina Burana Monumental Opera in großen Hallen und open-air. Alleine seine Inszenierung der „Carmina Burana Monumental Opera“ dirigierte er über 300 x mit wechselnden Soli, Chören und Orchestern und hat damit Millionen Zuschauer gewinnen können.
- Haupt arbeitete u. a. zusammen mit dem Royal Philharmonic Orchestra London, Orchestre Metropolitain Montreal, Russian National Orchestra Moskau, Theatro Municipal Orchester São Paulo, Metropolitan Orchestra Lissabon, Orquesta de las Americás Mexiko-Stadt, Chor und Orchester Nationaltheater Brünn, National Academie Choir of Ukraine, Czech National Symphony-Orchestra Prag.

## Diskographie
Schallplatte
- 1985: Orchesterstücke 1 & 2, Städtisches Orchester Heidelberg, Komponist & Dirigent: Walter Haupt (WK 30.412)
- 1985: Dioramen, Städtisches Orchester Heidelberg, Komponist & Dirigent: Walter Haupt (WK 30.413)
- 1985: Requiem für ein Mädchen, Städtisches Orchester Heidelberg, Komponist & Dirigent: Walter Haupt (WK 30.414)
- 1984: Feuertheater-Entrada für vier getrennte Orchestergruppen, Bayerisches Staatsorchester, Komponist & Dirigent: Walter Haupt (EMI Electrola)

CD
- 2004: Aschheimer Hymne, Blasmusik-Kirchenchor-Männergesangsverein der Gemeinde Aschheim zur Eröffnung des Aschheimer Feststadls, Komponist & Dirigent: Walter Haupt (Gemeinde Aschheim)
- 1999: Requiem – im Gedenken an die Opfer kriegerischer Verbrechen für Soli, großer gemischter Chor, großes Orchester und Fernorchester Solisten, Chor und Orchester der Bayer Staatsoper, Co-Produktion Bayer. Staatsoper / Bayer. Rundfunk, Dirigent: Peter Schneider (Musica Creativa)
- 1998 Fantasy Musical Dracula Komponist & Dirigent: Walter Haupt (Sony)
- 1990 Klangwolken-Symphonie für fünf große Orchestergruppen und solistisches Schlagzeug-Ensemble, ORF-Symphonieorchester Wien – Schlagwerk Linz Komponist & Dirigent: Walter Haupt (ORF)

DVD
- 2006: Art Concerts, Aida on fire, Dirigat: Walter Haupt
- 1995: Art Concerts, Carmina Burana Monumental Opera, Regie und Dirigat: Walter Haupt, Interview u. a. mit Alexander Kluge

## Multimediale Vorträge
- 1975–1978 reiste Walter Haupt immer wieder im Auftrag des Goethe-Instituts rund um die Welt (von England, Spanien, Italien, Österreich Türkei, Mexiko, USA, Indien, Hongkong, Indonesien, Philippinen bis nach Australien) und hielt an Universitäten, Hochschulen und Opernhäusern multimediale Vorträge über seine Experimentierbühne und sein kompositorisches Schaffen.
- 1977, 1988 und abermals 2012 sprach Walter Haupt auf Einladung der Münchner Opernfreunde, dem IBS (Interessenverein des Bayerischen Staatsopernpublikums) im Münchner Künstlerhaus am Lenbachplatz über seine künstlerische Entwicklung der letzten 35 Jahre, in denen er vorwiegend im Ausland in riesigen Stadien und Hallen vor einem Millionenpublikum weltweit agierte.